# Akiba Rubinstein
Akiba Kiwelowicz Rubinstein, eigene Schreibweise des Vornamens Akiwa, (* 1. Dezember 1880 in Stawiski; † 15. März 1961 in Antwerpen, Belgien) war ein polnischer Schachmeister. Er gehörte in den 1910er und 1920er Jahren zu den weltweit stärksten Schachspielern und war ein Anwärter auf den Weltmeistertitel, den zwischen 1894 und 1921 der Deutsche Emanuel Lasker innehatte. Rubinstein galt als Endspiel-Spezialist und ist Namensgeber mehrerer Eröffnungsvarianten des Schachspiels.

## Leben

### Jugend und Schach in Łódź
Rubinstein kam als jüngstes von vierzehn Kindern in einer armen jüdischen Familie im polnischen Masowien zur Welt, das damals zum russischen Zarenreich gehörte. Bis auf eine Schwester starben alle seine Geschwister noch im Kindesalter an Tuberkulose. Rubinstein wurde nach seinem Vater Akiba benannt, der wenige Wochen vor Rubinsteins Geburt verstorben war. Rubinsteins Mutter Raisel heiratete nach dem Tod ihres Mannes den Rabbiner Heller und übersiedelte mit der Familie nach Białystok. Aus Angst, Rubinstein könnte ebenso wie seine Geschwister an Tuberkulose erkranken, wurde er nicht in die Talmudhochschule (Jeschiwa) geschickt. Rubinsteins etwa gleichaltriger Stiefbruder Chaim Heller wurde ein angesehener Toraforscher und nach seiner späteren Auswanderung in die Vereinigten Staaten ein spiritueller Führer des dortigen orthodoxen Judentums.
Akiba Rubinstein hatte seine durch den erlassenen Schulbesuch vermehrte freie Zeit frühzeitig mit dem Schachspiel verbracht, das er in den Gaststätten nahe der elterlichen Wohnung ausgiebig spielte. Die Regeln lernte er als 14-Jähriger während seines Chederbesuches. Nachdem er sich in Białystok bald zum stärksten Spieler der Stadt entwickelt hatte, wurde ihm ein Umzug in das etwa 300 Kilometer südwestlich gelegene Łódź empfohlen, damals die Metropole des polnischen Schachlebens. Im Jahre 1903 zog er schließlich nach Łódź, wo er mit dem dortigen Meister Hersz Salwe eine Vielzahl von Partien austrug und um die Vorherrschaft im polnischen Schach konkurrierte. Salwe wurde Rubinsteins erster Lehrmeister und Freund. Beide bestritten mehrere Wettkämpfe gegeneinander. Der erste um die Qualifikation zum „Allrussischen Meisterturnier“ 1903 endete 7:7 unentschieden. Zwei weitere in den folgenden Jahren gewann Rubinstein: 1904 knapp mit 5,5:4,5; 1907 siegte er bereits deutlich mit 16:6.
Das „Allrussische Meisterturnier“ 1903 in Kiew war Rubinsteins erstes Schachturnier. Er belegte den fünften Platz. 1905 beteiligte er sich am Hauptturnier A des Internationalen Schachkongresses in Barmen und siegte bei seiner ersten internationalen Turnierteilnahme punktgleich mit dem Weltklassespieler Oldřich Duras. Damit erregte er auch die Aufmerksamkeit des Weltmeisters Emanuel Lasker, der sich sehr positiv über Rubinsteins tiefes Spiel äußerte. Mit diesem Turniersieg erhielt Rubinstein auch den Meistertitel des Deutschen Schachbundes.

### Anwärterschaft auf den Weltmeistertitel

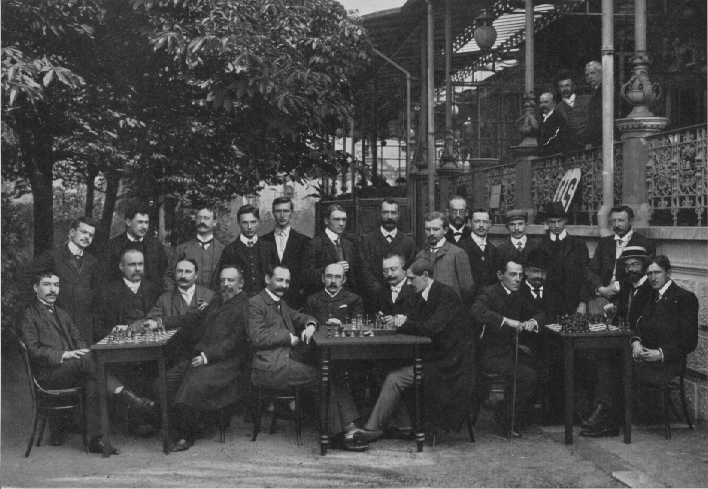
Die Teilnehmer des internationalen Karlsbader Meisterturniers 1907 (Rubinstein links sitzend)

Im Jahre 1907 gewann Rubinstein die Turniere in Ostende, zusammen mit Ossip Bernstein, und das bedeutende internationale Turnier von Karlsbad, einen halben Punkt vor Géza Maróczy. Um eine Partie des Karlsbader Turniers rankt sich eine Anekdote, die unter anderem von Hans Kmoch wiedergegeben wurde (Chess Review 1950): Rubinstein führte eine Runde vor Turnierschluss mit einem Punkt vor Maróczy und musste gegen dessen ungarisch-österreichischen Landsmann Heinrich Wolf antreten, der am Abend vor der Partie versicherte, dass er dem „polnischen Emporkömmling“ (Heinrich Wolf) eine Lektion erteilen werde. Allerdings bot Wolf am nächsten Tag bereits nach 10 Zügen ein Remis an, welches Rubinstein ablehnte, obwohl er dadurch das Turnier sicher gewonnen hätte. Wenige Züge später ließ Rubinstein den Gewinn aus und forcierte das Remis schließlich durch Stellungswiederholung. Auf die Frage, warum er das Remisangebot nicht gleich angenommen habe, antwortete Rubinstein: „Mit Wolf mache ich Remis, wenn ich will, nicht wenn er will!“ (Akiba Rubinstein.)
Über den Jahreswechsel 1907/08 siegte er auch beim „V. Allrussischen Turnier“ in Łódź, einen halben Punkt vor Simon Alapin. Dabei gelang Rubinstein am 26. Dezember 1907 gegen seinen Landsmann Gersz Rotlewi eine sehenswerte Opferpartie, die später von Hans Kmoch – in Anlehnung an die Unsterbliche Partie zwischen Anderssen und Kieseritzky – als „Rubinsteins Unsterbliche Partie“ bezeichnet wurde.
Zwischen 1908 und 1910 gewann er Wettkämpfe gegen Teichmann, Mieses, Marshall und Flamberg. Bis auf den unentschiedenen Zweikampf gegen Salwe gewann Rubinstein alle Wettkämpfe seiner Schachlaufbahn. Einen Höhepunkt seiner Karriere bildete im Jahr 1909 das Turnier in Sankt Petersburg, das Rubinstein gemeinsam mit dem amtierenden Schachweltmeister Emanuel Lasker gewann. Beide erzielten 14,5 Punkte aus 18 Partien und distanzierten die nächstplatzierten Spieler, Oldřich Duras und Rudolf Spielmann, um 3,5 Punkte. In ihrem direkten Aufeinandertreffen gewann Rubinstein gegen den Weltmeister und galt spätestens seitdem als einer der Kandidaten auf den Weltmeisterthron. Die Endspiele aus seinen in Sankt Petersburg gespielten Partien gegen Cohn, Lasker und Spielmann wurden zu klassischen Lehrbuchbeispielen.
Im Jahre 1910 übersiedelte Rubinstein von Łódź nach Warschau, das zu fast 40 % von Juden bewohnt war. Im darauffolgenden Jahr traf er im Turnier von San Sebastián auf den jungen Kubaner José Raúl Capablanca, der zum ersten Mal an einem europäischen Schachturnier teilnahm und zehn Jahre später den Weltmeistertitel von Lasker übernehmen sollte. Capablanca gewann das Turnier und Rubinstein folgte auf dem zweiten Rang, bezwang jedoch den Kubaner und brachte ihm somit eine von nur 36 Niederlagen in dessen gesamter Schachlaufbahn bei. Um diese Zeit fiel Rubinstein durch erste Absonderlichkeiten in der Öffentlichkeit auf. Hans Kmoch war Zeuge einer Unterhaltung, die sich zwischen Jacques Mieses und Rubinstein während einer Zugfahrt abspielte. Rubinstein soll berichtet haben, er wolle alsbald einen Arzt aufsuchen, da ihn beim Spiel unablässig eine Fliege plage, die sich auf seinem Kopf niederließe.
Das Jahr 1912 verlief überaus erfolgreich für Rubinstein; beginnend mit der über den Jahreswechsel 1911/12 gespielten Warschauer Stadtmeisterschaft gewann er insgesamt fünf Turniere, darunter San Sebastián, 0,5 Punkte vor Aaron Nimzowitsch und Spielmann. 1912 war er gemeinsam mit Oldřich Duras Erster bei dem 18. Kongress des Deutschen Schachbundes in Breslau. Im Juni 1913 erreicht Rubinstein mit 2789 seine beste historische Elo-Zahl und war gemessen daran der zu der Zeit beste Spieler der Welt. Mit Capablanca gehörte Rubinstein daher zu den potenziellen Herausforderern Emanuel Laskers, die Verhandlungen beider mit dem Weltmeister scheiterten jedoch, nicht zuletzt an hohen Preisgeldforderungen Laskers. Alle drei Kontrahenten nahmen im Frühjahr 1914 am Turnier in Sankt Petersburg teil. Einem Weltmeisterschaftskampf gegen den Turniersieger hätte sich Lasker nicht weiter entziehen können. Rubinstein scheiterte jedoch in diesem wichtigen Turnier vorzeitig und erreichte keinen der fünf ersten Plätze für die Teilnahme am Finalturnier. Lasker gewann schließlich vor Capablanca; ein Weltmeisterschaftskampf kam indes wegen des Beginns des Ersten Weltkrieges nicht mehr zustande.

### Kriegsjahre und Heirat
Als Russland sich in den ersten Kriegsjahren aus Polen zurückzog, verlor Rubinstein durch die Abwertung des Rubels einen Großteil seines Vermögens. Unter seiner finanziellen Lage hatte er fortan bis zu seinem Lebensende zu leiden. Manche seiner Bekannten äußerten in ihren Erinnerungen, dass die Ursache seiner schweren Depression – ein fortschreitendes Nervenleiden, das ihn Anfang der 1930er Jahre zwang, mit dem Turnierschach aufzuhören – in seinen Erlebnissen während des Ersten Weltkrieges gelegen habe. Dem widersprach Großmeister Grigori Löwenfisch, der sich in seiner Autobiographie an die Schwierigkeiten erinnert, die er während des Turniers in St. Petersburg 1914 mit Rubinstein hatte: „Ich half dem Organisationskomitee bei der Unterbringung der Teilnehmer. Rubinstein kam eine Woche vor Beginn des Turniers an, und ihm wurde ein ausgezeichnetes Zimmer im ‚Europäischen Hotel‘ zugewiesen. Aber schon zwei Tage später äußerte er Unzufriedenheit mit seinem Quartier: Ihn belästigten die Geräusche des Fahrstuhls. Eines der Organisationsmitglieder bot ihm daraufhin Aufenthalt in seinem Hause an, wo Rubinstein ein beliebiges Zimmer zur Verfügung stehe. Es gab sechs zur Auswahl, und der Gastgeber war der einzige Bewohner des Hauses. Rubinstein fuhr hin, doch wiederum tauchten Unannehmlichkeiten auf: die Stille des Hauses bedrückte ihn. Er wurde wieder zurück ins Hotel gebracht. Mir wurde klar: Akibas Nervensystem war zerrüttet. Dies hat ihm auch späterhin nichts Gutes gebracht.“
Im März 1917 heiratete Rubinstein in Szczuczyn – einem Dorf unweit seines Heimatortes, in das er inzwischen gezogen war – die elf Jahre jüngere Eugenie Lew, die ein Jahr nach der Hochzeit den Sohn Jonas zur Welt brachte. Nach Kriegsende zählte Rubinstein noch zu den weltbesten Spielern, doch wurde er, der sich von den Menschen immer mehr entfernte, von der jüngeren Spielergeneration um José Raúl Capablanca, Alexander Aljechin und Efim Bogoljubow bald überflügelt. 1919 zog er mit seiner jungen Familie aus Polen ins schwedische Göteborg.
1921 belegte Rubinstein im Turnier von Den Haag hinter Aljechin und Savielly Tartakower den dritten Platz, wobei er seine Partien gegen beide verlor. Der niederländische Schachspieler Evert Jan Straat, der Rubinstein nach dem Den Haager Turnier in Amsterdam traf, berichtet von einem Zusammenbruch Rubinsteins, als er ihn auf das Turnier und seine Niederlage gegen Aljechin ansprach, er „schrie […] mitten auf der Amsterdamer Leidenstraße: ‚Aber ich bin der größte Stratege, ich bin der größte Stratege der Welt!‘ und schlug sich dabei heftig auf die Brust“. Fortan häuften sich Anekdoten und Berichte „mit Andeutungen über Rubinsteins Melancholie, sein Schweigen, die Verzweiflung und das Gefühl, gescheitert und überflüssig zu sein“, die Rückschlüsse auf eine gesundheitliche Beeinträchtigung Rubinsteins nahelegen. Im selben Jahr eroberte Capablanca in Havanna den Weltmeistertitel von Emanuel Lasker. Rubinstein hatte nicht die finanziellen Mittel gehabt, die Verhandlungen um das Preisgeld eines WM-Kampfes mitzubestimmen; ein von ihm vorgeschlagener Dreikampf um den Titel wurde von den Organisatoren in Kuba abgelehnt. Fortan hatte Rubinstein keine Möglichkeit mehr, das Preisgeld für einen späteren WM-Kampf aufzubringen.

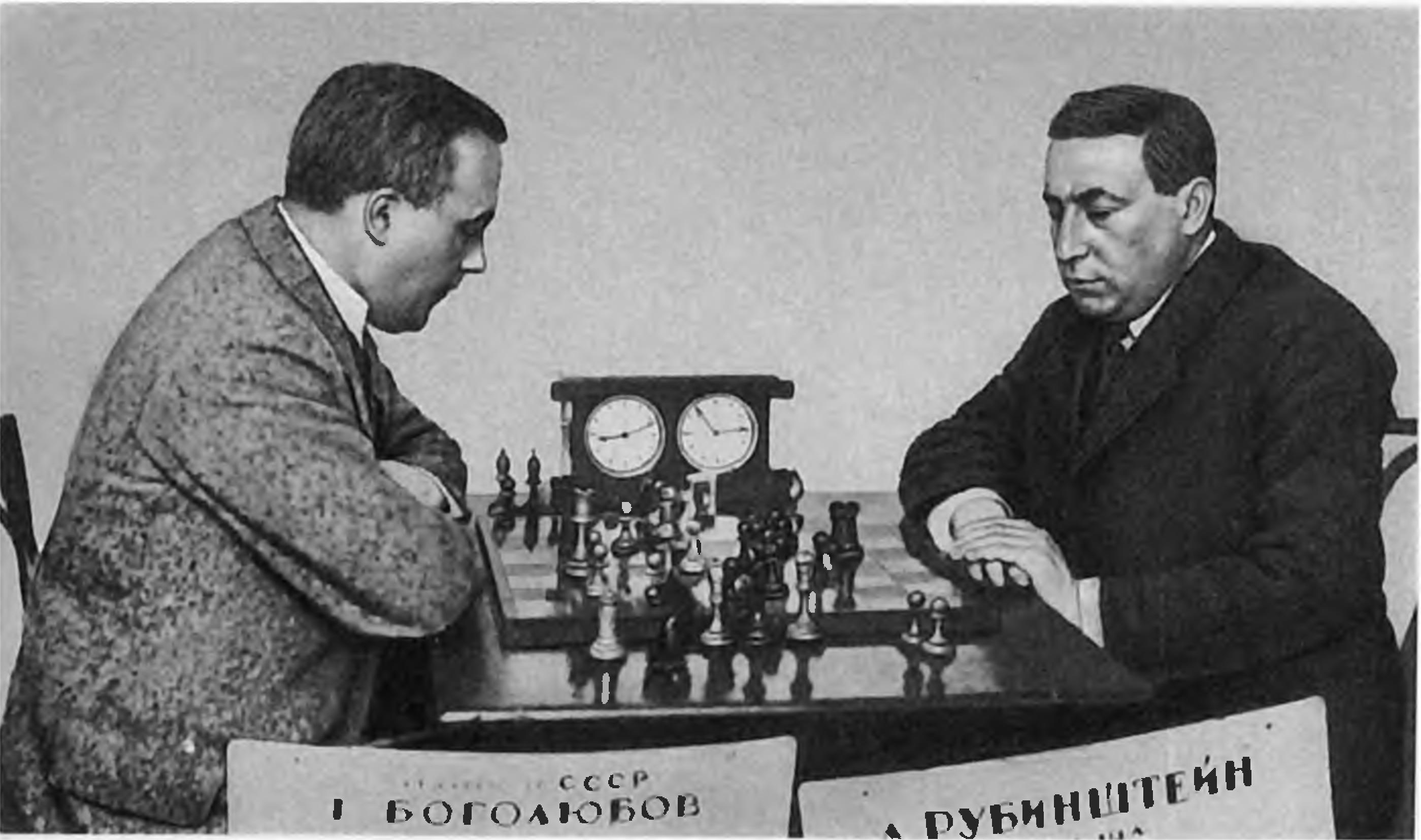
Bogoljubow (links) und Rubinstein beim Moskauer Turnier 1925

Der neue Weltmeister Capablanca, der 1921 die 27-jährige Regentschaft Emanuel Laskers beendet hatte, gewann 1922 überlegen das Turnier von London. Rubinstein, der im selben Jahr nach Deutschland, in die Nähe von Potsdam gezogen war, belegte hinter Aljechin und Milan Vidmar den vierten Platz. Einem zweiten Rang in einem kleineren Rundenturnier in Hastings, erneut hinter Aljechin, folgte beim nachfolgenden Turnier in Wien seit längerem wieder ein Triumph Rubinsteins: Er siegte ohne Partieverlust vor Tartakower, Wolf, Aljechin und Maróczy. Aljechin bezwang er in nur 26 Zügen und revanchierte sich für seine beiden vorherigen Niederlagen in London und Hastings. In den folgenden Jahren blieben die großen Erfolge aus, nach schwachen Leistungen in Karlsbad 1923 (12. Platz) und Mährisch-Ostrau 1923 (10. Platz) wurde er 1925 in Baden-Baden Zweiter, und in Marienbad 1925 gewann er zusammen mit Nimzowitsch. Auf einen dritten Platz hinter Bogoljubow und Nimzowitsch kam Rubinstein bei der Deutschen Meisterschaft 1925 in Breslau.
1926 zog Rubinstein mit seiner Familie nach Belgien, wo 1927 sein zweiter Sohn Samy zur Welt kam. Rubinstein nahm aber weiterhin regen Anteil am Schachleben in seiner Heimat Polen. Er gewann 1927 die Meisterschaft Polens und beteiligte sich für seine alte Heimat an Schacholympiaden: In Hamburg 1930 spielte er am ersten Brett der polnischen Mannschaft, in der unter anderem Tartakower mitspielte, und führte sie zur Goldmedaille. Rubinstein erzielte am ersten Brett mit 15 Punkten aus 17 Partien das beste Einzelergebnis aller Teilnehmer. Rubinsteins Mannschaftskollege Tartakower überlieferte, dass dieses überragende Ergebnis zu einem „Löwenanteil“ dem polnischen Schachkomponisten Marian Wróbel zu verdanken gewesen sei, da dieser als offizieller Begleiter des polnischen Teams dafür gesorgt habe, dass sich Rubinstein in dem großen Hamburger Spielsaal nicht verlaufen konnte. Wróbel habe Rubinstein stets zu seinem Schachbrett zurückgeführt, nachdem er es nach ausgeführtem Zuge verlassen hatte.

### Ausklang der Karriere
Von Februar bis Mai 1931 unternahm Rubinstein Reisen nach Polen und Palästina und gab dort Simultanvorstellungen. Bei der Schacholympiade 1931, die im Juli in Prag ausgetragen wurde, spielte Rubinstein nochmals am Spitzenbrett für Polen und errang mit seiner Mannschaft die Silbermedaille.
Sein letztes Schachturnier spielte Rubinstein im Dezember 1931: In Rotterdam traten er, Tartakower, Colle und Landau in drei Doppelrunden gegeneinander an. Rubinstein belegte mit zwei Punkten den letzten Platz und zog sich schließlich vom Schach zurück. Seit 1930 lebten die Rubinsteins in einem kleinen Haus, später in einer Mietwohnung in Brüssel. Seine Frau Eugenie führte dort im Erdgeschoss des Mietshauses ein koscheres Restaurant. Die materielle Situation der Familie war unzureichend. 1932 veröffentlichte die Wiener Schachzeitung einen Spendenaufruf für Rubinstein. Nach Angaben seiner Söhne verschlimmerte sich der psychische Zustand ihres Vaters. So sah er ihnen schweigsam beim Schachspiel zu und verließ bei fehlerhaftem Spiel wortlos das Zimmer. Während des Zweiten Weltkrieges wurde Belgien von den Deutschen besetzt, die mit der Judenverfolgung begannen. Rubinsteins Frau ließ ihn Anfang 1942 in eine private Nervenheilanstalt einweisen, wo er bis 1944 blieb und der ab August 1942 erfolgenden Deportation der Juden aus Belgien entging. Seine Frau und die beiden Söhne überlebten, versteckt von Freunden, in Brüssel und Umgebung.
Auch nach seinem Rückzug vom Turnierschach hatte sich Rubinstein anscheinend eine hohe Spielstärke bewahrt. Freundschaftspartien gegen Miguel Najdorf, Albéric O’Kelly de Galway und Daniel Abraham Yanofsky, die nach dem Zweiten Weltkrieg gespielt und aufgezeichnet wurden, belegen dies. 1946 gab er im Lütticher Schachklub eine Simultanvorstellung an 30 Brettern, gewann 24 und verlor 2 Partien bei 4 Remis.
Im Jahre 1950 war Rubinstein unter den ersten Spielern, denen der Weltschachbund FIDE den Titel eines Internationalen Großmeisters verlieh.
Nach dem Tod seiner Frau 1954 verbrachte er sein restliches Leben in einem Altersheim in Brüssel. Als dieses für Renovierungsarbeiten vorübergehend geschlossen werden musste, wurden die Bewohner temporär nach Antwerpen verlegt. Dort starb Akiba Kiwelowicz Rubinstein am 15. März 1961. Er wurde neben seiner Frau Eugenie auf dem Friedhof der Brüssler Vorstadt Etterbeek bestattet.

## Rezeption und Würdigung
Rubinstein war ein ausgezeichneter Positionsspieler und galt insbesondere als ein Meister des Endspiels. Er leistete auch bedeutende Beiträge zur Theorie der Eröffnungen.
Zu Ehren Rubinsteins wird seit 1963 im polnischen Kurort Polanica-Zdrój (Bad Altheide) jährlich ein Schachturnier ausgetragen, das Rubinstein Memorial.

### Endspieltechnik
|   | a | b | c | d | e | f | g | h |   |
| 8 |   |   |   |   |   |   |   |   | 8 |
| 7 |   |   |   |   |   |   |   |   | 7 |
| 6 |   |   |   |   |   |   |   |   | 6 |
| 5 |   |   |   |   |   |   |   |   | 5 |
| 4 |   |   |   |   |   |   |   |   | 4 |
| 3 |   |   |   |   |   |   |   |   | 3 |
| 2 |   |   |   |   |   |   |   |   | 2 |
| 1 |   |   |   |   |   |   |   |   | 1 |
|   | a | b | c | d | e | f | g | h |   |

Diagramm 1: Stellung nach 25. Kd2xc1
|   | a | b | c | d | e | f | g | h |   |
| 8 |   |   |   |   |   |   |   |   | 8 |
| 7 |   |   |   |   |   |   |   |   | 7 |
| 6 |   |   |   |   |   |   |   |   | 6 |
| 5 |   |   |   |   |   |   |   |   | 5 |
| 4 |   |   |   |   |   |   |   |   | 4 |
| 3 |   |   |   |   |   |   |   |   | 3 |
| 2 |   |   |   |   |   |   |   |   | 2 |
| 1 |   |   |   |   |   |   |   |   | 1 |
|   | a | b | c | d | e | f | g | h |   |

Diagramm 2: Stellung nach 35. e3–e4
Einige seiner Schlussspiele haben Eingang in die Lehrbücher gefunden, so etwa sein Bauernendspiel gegen Erich Cohn, gespielt 1909 im Turnier zu Sankt Petersburg. In diesem konnte Rubinstein auch den Weltmeister Lasker in einem präzise geführten Turmendspiel bezwingen.
Cohn legte seine Partie mit den weißen Steinen sehr friedfertig an und tauschte in der Hoffnung auf ein schnelles Remis alle Figuren ab; mit dem letzten Tausch der verbliebenen Türme im 24. Zug beging er jedoch den entscheidenden Fehler. Rubinstein hatte das Bauernendspiel besser eingeschätzt als sein Gegner, denn Weiß krankt aufgrund seines Doppelbauern an Felder- und Bauernschwächen am Königsflügel (siehe Diagramm 1). Der schwarze König dringt über die schwarzen Felder, beginnend mit 25. … Ke7–f6, nach h3 ein, wonach Weiß mit seinem König den Bauern h2 decken muss und nur abwarten kann. Nach 10 weiteren Zügen war die zweite Diagrammstellung erreicht. Schwarz löst hier in der Folge die Bauern am Königsflügel durch Abtausch auf. Damit befreit er zwar Weiß vom schwachen Bauern auf h2, aber er schafft eine nächste Schwäche auf e4, die er aufgrund seines aktiver postierten Königs erobern und den entstehenden Freibauern e5 siegbringend verwerten wird. Es folgte (siehe Diagramm 2):
35. … f5xe4
36. f3xe4 h5–h4
37. Kh1–g1 g4–g3
38. h2xg3 h4xg3
und Cohn gab die Partie auf. Rubinstein wird sich über das freigekämpfte Feld g3 dem Bauern e4 nähern.

### Eröffnungstheorie
Nach Rubinstein sind verschiedene Eröffnungsvarianten benannt, zum Beispiel die Rubinstein-Varianten der Nimzowitsch-Indischen Verteidigung, der Englischen Symmetrievariante oder des Spanischen Vierspringerspiels.
Das Meraner System der Halbslawischen Verteidigung wurde unter dem Eindruck von Rubinsteins 1924 beim Turnier in Meran gegen Ernst Grünfeld gespielten Partie benannt und eröffnungstheoretisch näher untersucht.
Das Rubinstein-System in der Französischen Verteidigung (1. e2–e4 e7–e6 2. d2–d4 d7–d5 3. Sb1–c3 d5xe4) wird seit dem Turnier in Karlsbad 1907 nach ihm benannt, wo er es in seiner Partie gegen Maróczy in dieser Zugfolge zum ersten Mal anwandte. Mit den eingeschobenen Zügen 3. … Sg8–f6 4. Lc1–g5 spielte Rubinstein „sein System“ d5xe4 bereits 1903 in Kiew gegen Emanuel Schiffers zum ersten Mal.

### Einfluss auf andere Schachmeister
Richard Réti schrieb, Rubinstein sei derjenige Schachspieler gewesen, der die Lehren von Wilhelm Steinitz am vollkommensten in die Praxis umgesetzt hat. Im Unterschied zu seinen Zeitgenossen Siegbert Tarrasch und Aaron Nimzowitsch schrieb Rubinstein aber keine Lehrbücher. Garri Kasparow meinte, dass Rubinsteins Beitrag zur Entwicklung des modernen Schachs deshalb lange Zeit unterschätzt worden sei. Tigran Petrosjan, Schachweltmeister von 1963 bis 1969, lernte beispielsweise schon als Kind die Partien von Nimzowitsch und Capablanca kennen. Rubinsteins Partien studierte er aber erst Ende der 1950er Jahre, als er bereits zur Weltspitze zählte, und kam damals zu der Erkenntnis, dass niemand zuvor einen so tiefgründigen positionellen Stil gehabt habe wie jener.
Boris Gelfand schrieb über Rubinstein, dass dieser im Unterschied zu vielen anderen Spielern seiner Zeit nicht in erster Linie nach taktischen Ideen in der Eröffnung suchte, sondern harmonische Bauernstrukturen anstrebte und einen bis ins Endspiel reichenden Spielplan zu entwickeln versuchte. Besonders effektiv sei sein Spiel gegen isolierte Bauern gewesen.
Der rumänische Großmeister Mihail Marin bezeichnet in seinem Buch Learn form the legends: Chess champions at their best (2006), in dem er mehrere herausragende Endspielleistungen Rubinsteins analysiert, die Rubinstein-Biographie von Juri Rasuwajew als seine „Schach-Bibel“, die er während seines Militärdienstes fast ununterbrochen bei sich getragen habe.

### Belletristik
Die Figur des Schachmeisters Avrom Rozental in Ronan Bennetts Roman Zugzwang (2007) ist Akiba Rubinstein nachempfunden. Die fiktive Geschichte spielt in Sankt Petersburg zu Zeiten des internationalen Schachturniers von 1914, bei dem über den Herausforderer des Weltmeisters Lasker entschieden werden soll. Die Namen der übrigen Teilnehmer des historischen Turniers wurden im Roman beibehalten, in Bennetts erstem Entwurf hatte der Schachmeister noch Rubinstein geheißen. Der Autor änderte schließlich den Namen, da er Avrom Rozental gegenüber der historischen Person Rubinstein abweichende Eigenschaften zuschrieb.